# سای انگ-مینگ
تسای انگ-مینگ (انگلیسی: Tsai Eng-meng) (زاده ۱۹۵۶) کارآفرین، سرمایه‌دار و مدیر ارشد اجرایی تایوانی است، که در سال ۲۰۰۷ شرکت وانت وانت چاینا را تأسیس کرد. وی در حال حاضر به‌عنوان رئیس هیئت مدیره وانت وانت چاینا فعالیت می‌کند. مینگ در فاصله سال‌های ۲۰۱۱ تا ۲۰۱۴ به عنوان ثروتمندترین فرد در تایوان شناخته می‌شد. وی در سال ۲۰۱۵ با دارایی ۸٫۳ میلیارد دلار، از سوی مجله Forbes، به عنوان دومین فرد ثروتمند تایوان شناخته شد. مینگ در ماه مارس ۲۰۱۵ رتبه ۱۴۷ از فهرست ثروتمندترین افراد جهان را به خود اختصاص داد.